# Patrick Lécureuil
Patrick Lécureuil est un astronome amateur français, spécialiste de l'astrophotographie. Il est également auteur de plusieurs ouvrages de vulgarisation de l'astronomie générale et pratique. Il a commencé à s'intéresser à l'astronomie au début des années 1980 et il s'est lancé dans l'astrophotographie argentique en 1987. Après avoir été libraire durant 8 ans, il est devenu médiateur scientifique, spécialisé en astronomie à partir de 1998. Il a travaillé pendant près de 25 ans à la Ferme des étoiles, où il a animé de nombreux séjours d'initiation à l'astronomie pour les scolaires et les adultes. Depuis 1999, il a également donné plusieurs dizaines de conférences au Festival d'astronomie de Fleurance.
Ses photographies du ciel profond, des planètes, de la Lune et du Soleil sont publiées dans de nombreuses revues astronomiques et différents ouvrages.

## Honneur
Le 19 décembre 2023, l'astéroïde (414283) Lécureuil est nommé en son honneur.